# Leende dansmusik 84
Leende dansmusik 84 är ett studioalbum från 1984 av det svenska dansbandet Matz Bladhs. Det placerade sig som högst på 37:e plats på den svenska albumlistan.

## Låtlista
1. Så vi möts igen
2. Än en gång skall tulpanerna blomma
3. Regn
4. Jag ska måla hela världen lilla mamma
5. Dig ska jag älska
6. Vindarna växlar
7. Stanna hos mig i natt
8. Glöm ej bort det finns rosor (L'Important C'est la Rose)
9. Albatross
10. White Cliffs of Dover
11. Lucky lips
12. När du har gått
13. De tusen sjöars land
14. Long Live Love

## Listplaceringar
| Lista (1984) | Topplacering |
| ------------ | ------------ |
| Sverige      | 37           |